# Roding
Roding er en by i Landkreis Cham i Regierungsbezirk Oberpfalz i den østlige del af den tyske delstat Bayern.

## Geografi
Roding ligger ved floden Regen er den næststørste kommune i Landkreis Cham og centrum i den vestlige del af landkreisen. Den har et areal på 11.367 hektar og er dermed arealmæssigt den største i Landkreis Cham .

### Nabokommuner
Roding grænser mod nord til købstaden Stamsried og kommunen Pösing, der sammen udgør verwaltungsgemeinschaft Stamsried. Mod øst ligger administrationsbyen (Kreisstadt) Cham, mod sydøst kommunen Schorndorf og mod syd Michelsneukirchen og købstaden Falkenstein, der sammen danner Verwaltungsgemeinschaft Falkenstein . I syd ligger kommunen Zell, mod vest Walderbach, som er administrationsby for Verwaltungsgemeinschaft af samme navn; Mod nordvest ligger købstaden Bruck in der Oberpfalz i Landkreis Schwandorf.

### Inddeling
I byen område er der følgende bebyggelser: Altenkreith, Braunried, Fronau, Heide, Kalsing, Mitterdorf, Mitterkreith, Neubäu, Obertrübenbach, Regenpeilstein, Roding, Strahlfeld, Trasching, Wetterfeld, Wiesing, Ziehring og Zimmering.